# Federação Portuguesa de Halterofilismo
Die Federação Portuguesa de Halterofilismo (FPH) ist der Dachverband für Gewichtheben in Portugal. Sie wurde 1925 gegründet und hat ihren Sitz in der Lissabonner Stadtgemeinde  São Paulo, in der Rua do Marques Nummer 32.
Die FPH gehört u. a. dem Weltverband International Weightlifting Federation (IWF), dem europäischen Kontinentalverband European Weightlifting Federation (EWF), dem portugiesischen Sportdachverband CDP, und dem Comité Olímpico de Portugal, dem Nationalen Olympischen Komitee Portugals an. Die meisten dieser Mitgliedschaften sind jedoch zeitweise ausgesetzt.
Die Europameisterschaften im Gewichtheben 1992 wurden in Portugal ausgetragen, in Loures nahe der Hauptstadt Lissabon.

## Geschichte
Die ersten Aufzeichnungen über Gewichtheben in Portugal gehen bis ins Jahr 1860 zurück. Der erste international erfolgreiche Gewichtheber Portugals war Manuel da Silveira (* 21. Oktober 1867 auf der Azoreninsel Pico), der erst im Alter von 37 Jahren im Real Ginásio Clube Português mit dem Gewichtheben begann, eine Vielzahl nationaler und internationaler Preise gewann, und 1908 in Paris mit 186,5 kg einen neuen Weltrekord aufstellte. Auch der 1870 in Olhão an der Algarve geborene Francisco Padinha konnte zahlreiche Landesmeisterschaften gewinnen und brach mit 190,5 kg Silveiras Rekord.
1925 wurde in Lissabon die FPH als erster portugiesischer Dachverband für Gewichtheben gegründet.
Den vorherigen internationalen Erfolgen folgten jedoch keine vergleichbaren Talente in Portugal, und der Sport begann ab den 1930er Jahren stark an Popularität zu verlieren. Portugal nahm kaum noch an internationalen Wettbewerben statt und war nur sehr selten bei Olympischen Spielen vertreten. Eine Wende brachten in den 80er Jahren die Damen, insbesondere Sara Duarte (Europameisterin 1988 und EM-Dritte 1989 und 1992) und Eulália Romão, die bei den EM 1989, 1990 und 1992 jeweils Silber gewann. Zu nennen sind zudem die portugiesischen Bronzemedaillen der Damen bei den Europameisterschaften 1989, 1990 und 1992. Bei den Herren sorgte parallel Francisco Coelho seit der EM 1980 für Hoffnung, die er als Teilnehmer der Portugiesischen Olympiamannschaft 1984 mit seinem 13. Platz jedoch nicht erfüllen konnte. Seither konnten Portugals Gewichtheber nur noch selten international erfolgreich Präsenz zeigen.

## Geplante Neugründung
Die FPH hat enorme Existenzprobleme, da sie keinen Gemeinnützigkeitsstatus (útilidade pública) genießt und auch weitgehend ohne öffentliche Zuschüsse auskommen muss. Da die Probleme zwischen den öffentlichen Stellen und der FPH auch nach verschiedenen Gesprächen seit langen Jahren nicht ausgeräumt werden konnten, haben Aktive des portugiesischen Gewichthebesports die Gründung eines neuen Verbandes eingeleitet. Er soll als Federação Levantamento de Peso Olímpico de Portugal (FLPOP) neu gegründet werden (Stand September 2015). Seinen provisorischen Sitz hat dieser in den Räumen des Ginásio Atlético Clube in Baixa da Banheira, Kreis Moita.
Die eigentliche FPH ist zurzeit inaktiv (Stand 2015) und gilt als in Auflösung befindlich. Wie weitgehend alle Sportverbände im Land leidet auch die FPH unter den gekürzten, verspäteten oder ganz ausgebliebenen öffentlichen Zuwendungen, die bei der FPH dabei ganz zum Erliegen der Verbandstätigkeiten geführt haben. Hintergrund ist die rigide Sparpolitik der Regierung in Folge der Eurokrise.
Am 20. September 2016 erfolgte die neue Eintragung des Verbands unter dem am 30. Dezember 2016 neu angenommenen Namen Federação de Levantamento de Peso Olímpico de Portugal (FLPOP, zu deutsch: Olympischer Gewichthebeverband Portugals). Seither strebt der Verband einen umfassenden Neustart an. Bisher erfolgte jedoch noch keine Wiederbelebung der Mitgliedschaft im Olympischen Komitee Portugal (Stand Februar 2025).